# Sancy, Seine-et-Marne
Sancy-lès-Meaux là một xã ở tỉnh Seine-et-Marne, thuộc vùng Île-de-France ở miền bắc nước Pháp.

## Dân số
Người dân ở Sancy-lès-Meaux được gọi là Sancéens.
Điều tra dân số năm 1999, xã này có dân số là 306.